# Ringamåla landskommun
Ringamåla landskommun var en kommun i Blekinge län.

## Administrativ historik
Kommunen bildades år 1881 genom utbrytning ur Asarums landskommun i Bräkne härad i Blekinge. Vid kommunreformen 1952 återförenades Ringamåla med Asarum, som sedan 1967 uppgick i Karlshamns stad.
Området tillhör sedan 1971 Karlshamns kommun.

## Politik

### Mandatfördelning i valen 1946
| 6 | 8 | 1 | 5 |

| 17 | 3 |